# طنوس (اسم)
طنوس هو اسم علم مذكر من أصل عربي، ومعناه هو المظلم؛ من الطنس وهو شدة الظلمة.

## وصلات خارجية
- موسوعة السلطان قابوس لأسماء العرب نسخة محفوظة 5 أبريل 2019 على موقع واي باك مشين.